# Eurytenes britannicola
Eurytenes britannicola är en stekelart som beskrevs av Fischer 2006. Eurytenes britannicola ingår i släktet Eurytenes och familjen bracksteklar. Inga underarter finns listade i Catalogue of Life.